# HD 173117
HD 173117，又名CD-2513394，SAO 187216、HR 7035，是一颗恒星，视星等为5.83，位于銀經9.73，銀緯-9.76，其B1900.0坐标为赤經18h 38m 40.7s，赤緯-25° -9.76′ 40″。